# 富川市

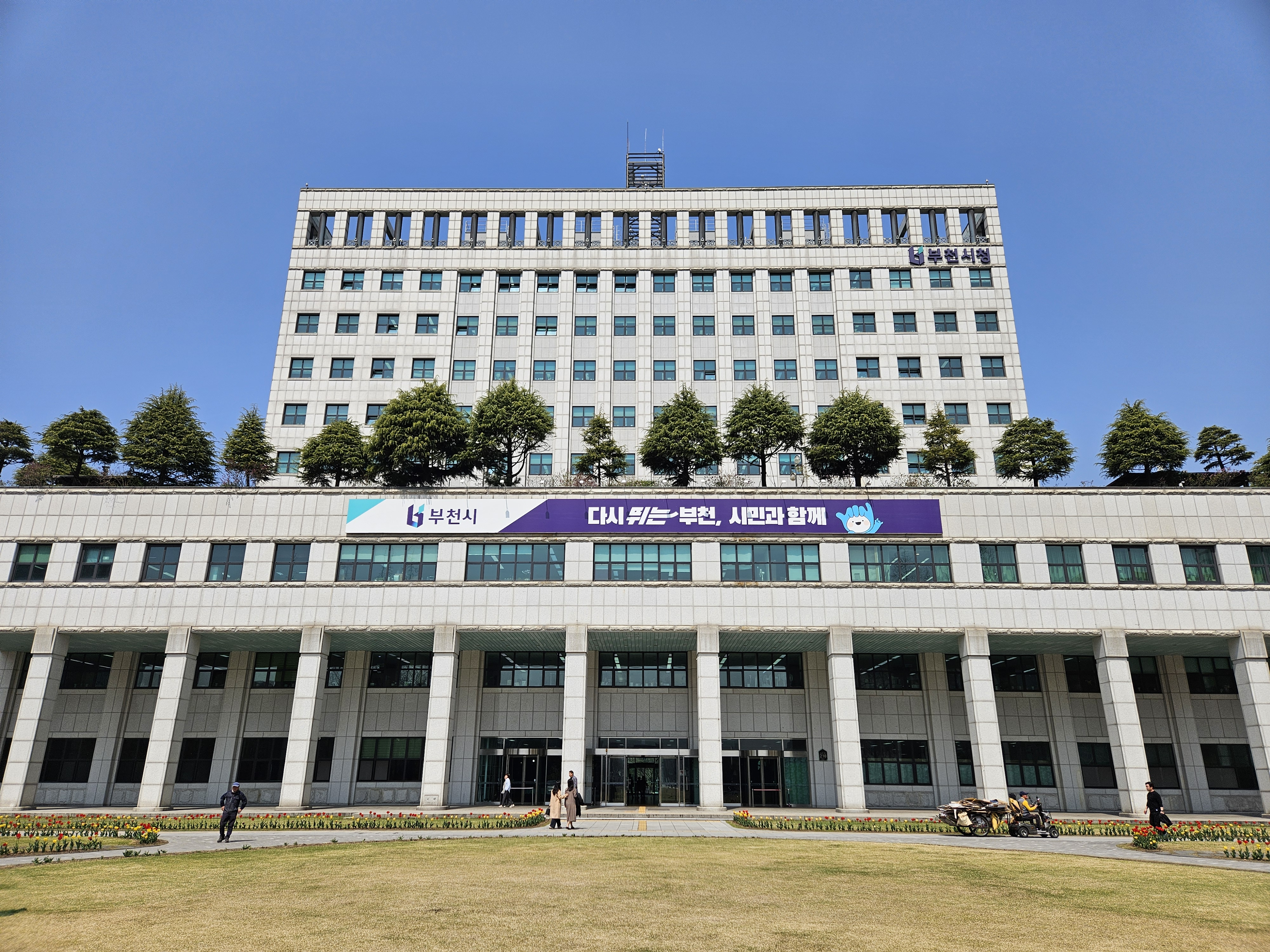
富川市庁

富川市（プチョンし/ふせんし）は、大韓民国の京畿道に位置する市である。大都市に指定されている。

## 概要
ソウル特別市からは市庁間の距離で西南西に20km、仁川広域市から北東に7kmで、両市に挟まれた形である。宅地化が進み、人口密度16,657(人/km²)はソウル特別市に次ぐ全国2番目、京畿道では1番高い。
裁判は仁川地方法院、市外局番は「032」である。
市のスローガンはFantasia Bucheon。近年は韓国におけるマンガ・アニメーションをはじめ、テレビ・映画など映像文化産業の拠点となっている。

## 行政

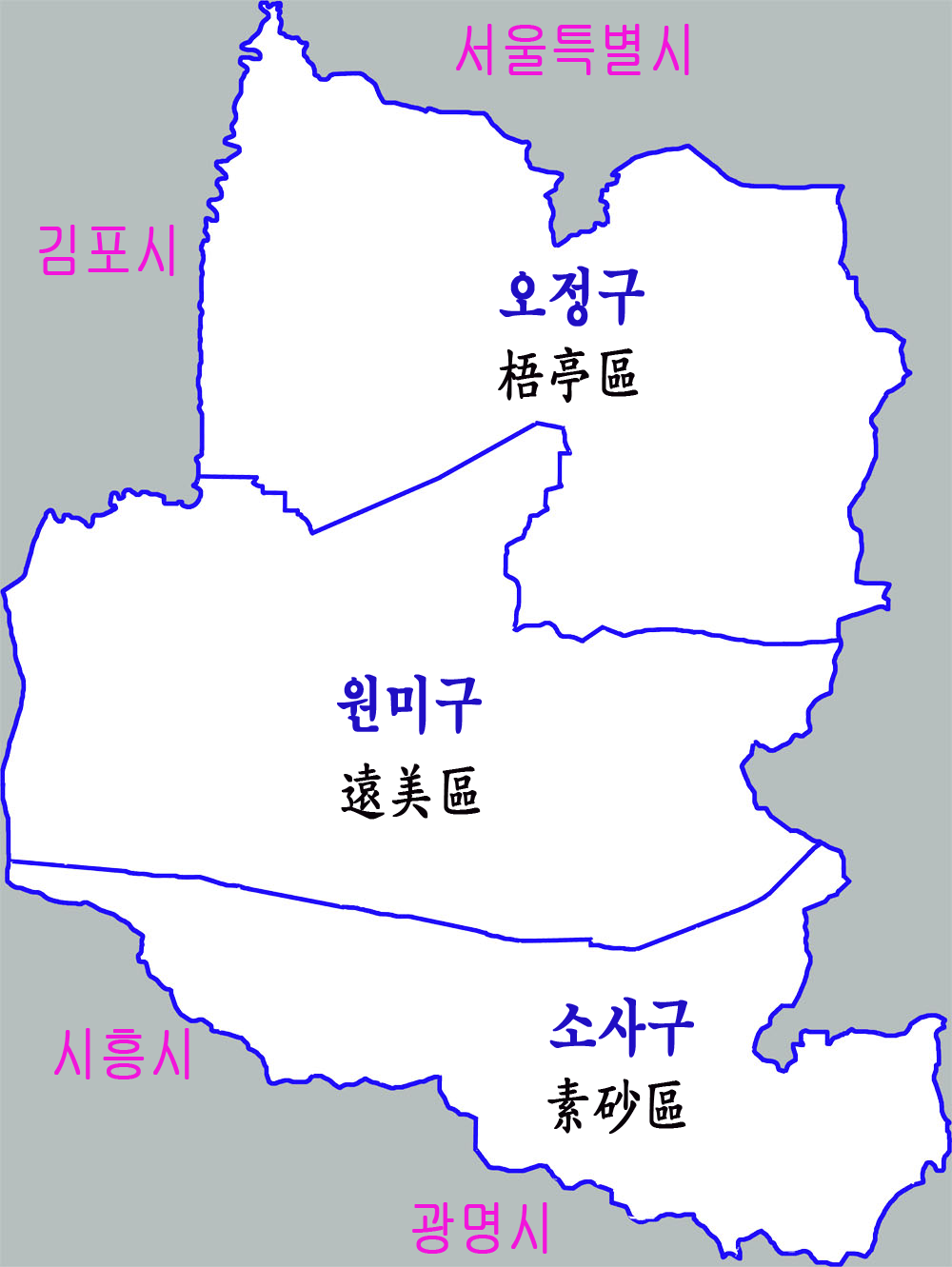
行政区域図

### 行政区画
- 遠美区 - 市の中央部
- 素砂区 - 市の南部
- 梧亭区 - 市の北部

### 警察
- 富川遠美警察署
- 富川素砂警察署
- 富川梧亭警察署

### 消防
- 富川消防署

## 歴史

### 富川市
- 1973年7月1日 - 富川郡素砂邑が富川市に昇格・改称。
- 1975年10月1日 - 金浦郡吾丁面を編入。
- 1983年2月15日 - 始興郡蘇萊邑桂寿里・玉吉里の各一部を編入。
- 1988年1月1日 - 南区・中区を設置。(2区)
- 1993年2月11日 (3区)
  - 中区を遠美区・吾丁区に分割。
  - 南区を素砂区に改称。ただし、一部は遠美区に編入。
- 1995年
  - 8月23日 - 吾丁区が梧亭区に改称。（ハングル表記は変更なし）(3区)
  - 仁川広域市桂陽区の一部が梧亭区に編入。(3区)
- 2016年7月4日 - 素砂区・遠美区・梧亭区を廃止し、広域洞と行政福祉センター制度に移行。
- 2024年1月1日 - 素砂区・遠美区・梧亭区を再設置し、行政洞も2019年の改編前の36洞に戻す上、玉吉洞を新設した。原因は広域洞の設置により過去の各洞の住民センターが広域洞の行政福祉センターに統合されたが、一部地域の住民は住所付近の住民センターの廃止に対する不満が高まったためである[2][3]。(3区)

### 富川郡
- 1899年9月18日 – 京仁線の開通に伴い、当時の朝鮮半島では初の鉄道駅の一つである素砂駅（現在の富川駅）が設置される。

| 1914年 | 1914年 | 現在               | 現在 |
| 面     | 里 | 市・邑・面         | 洞・里 |
| ------ | --- | ------------------ | --- |
| 桂南面 | 高尺里、開峰里、梧柳里、宮里、温水里、天旺里、航里 | ソウル 九老区      | 高尺洞、開峰洞、梧柳洞、宮洞、温水洞、天旺洞、航洞 |
| 桂南面 | 表節里、朝宗里、伐応節里、上里、中里、素砂里の一部、素砂里の一部、深谷里の一部、深谷里の一部、槐安里、範朴里、九芝里                                     | 富川市             | 春衣洞、遠美洞、駅谷洞、上洞、中洞、素砂洞、素砂本洞、深谷洞、深谷本洞、槐安洞、範朴洞、松内洞                                                           |
| 吾丁面 | 大壮里、三井里、内里、梧亭里、遠宗里、古康里、鵲里、如月里、陶唐里、若大里                                                                               | 富川市             | 大壮洞、三井洞、内洞、梧亭洞、遠宗洞、古康洞、鵲洞、如月洞、陶唐洞、若大洞                                                                               |
| 吾丁面 | 五谷里、五釗里 | ソウル 江西区      | 五谷洞、五釗洞 |
| 富内面 | 後井里、葛月里、清川里、山谷里、馬墳里、航洞里、九山里、大井里                                                                                           | 仁川 富平区        | 三山洞、葛山洞、清川洞、山谷洞、富開洞、日新洞、九山洞、富平洞                                                                                           |
| 富内面 | 富平里、下里、道頭里、暁星里、佳峴里、新垈里、鵲田里、化田里                                                                                             | 仁川 桂陽区        | 桂山洞の一部、桂山洞の一部、瑞雲洞、暁星洞、鵲田洞の一部                                                                                                 |
| 桂陽面 | 朴村里、兵房里、龍宗里、放築里、林鶴里、東陽里、橘峴里、上野里、下野里、坪里、老梧地里、仙住池里、場基里、梨花里、梧柳里、葛山里、多男里、木霜里、纛室里 | 仁川 桂陽区        | 朴村洞、兵房洞、龍宗洞、放築洞、林鶴洞、東陽洞、橘峴洞、上野洞、下野洞、坪洞、老梧地洞、仙住池洞、場基洞、梨花洞、梧柳洞、葛峴洞、多男洞、木霜洞、纛室里 |
| 西串面 | 佳亭里、新峴里、浦里の一部、高作里、高桟里の一部、佳佐里、白石里、黔岩里、始川里、公村里、連喜里の一部、深谷里                                           | 仁川 西区          | 佳亭洞、新峴洞、元倉洞、石南洞、景西洞、佳佐洞、白石洞、黔岩洞、始川洞、公村洞、連喜洞、深谷洞、青羅洞                                                   |
| 文鶴面 | 道章里、延寿里、青鶴里、玉蓮里、東春里の一部、東春里の一部                                                                                               | 仁川 延寿区        | 仙鶴洞、延寿洞、青鶴洞、玉蓮洞、東春洞、松島洞 |
| 文鶴面 | 鶴翼里、官校里、文鶴里、承基里 | 仁川 弥鄒忽区      | 鶴翼洞、官校洞、文鶴洞、朱安洞の一部 |
| 多朱面 | 道禾里、長意里、龍亭里、士忠里 | 仁川 弥鄒忽区      | 道禾洞、崇義洞、龍峴洞、朱安洞の一部 |
| 多朱面 | 十井里 | 仁川 富平区        | 十井洞 |
| 多朱面 | 九月里、間石里 | 仁川 南洞区        | 九月洞、間石洞 |
| 南洞面 | 論峴里、古桟里、臥牛里、桃山里、鉢山里、長寿里、雲宴里、西昌里、万寿里                                                                                   | 仁川 南洞区        | 論峴洞、古桟洞、南村洞、桃林洞、寿山洞、長寿洞、雲宴洞、西昌洞、万寿洞                                                                                   |
| 蘇萊面 | 大也里、銀杏里、新川里、米山里、芳山里、浦里、鞍峴里、梅花里、道倉里、錦李里、茂芝里、果林里、桂寿里の一部                                               | 始興市             | 大也洞、銀杏洞、新川洞、米山洞、芳山洞、浦洞、鞍峴洞、梅花洞、道倉洞、錦李洞、茂芝内洞、果林洞、桂寿洞                                                   |
| 蘇萊面 | 玉吉里の一部、桂寿里の一部 | 富川市             | 玉吉洞、桂寿洞 |
| 蘇萊面 | 玉吉里の一部 | 光明市             | 玉吉洞 |
| 永宗面 | 中山里、雲南里、雲北里、雲西里 | 仁川 中区          | 中山洞、雲南洞、雲北洞、雲西洞 |
| 龍遊洞 | 乙旺里、南北里、徳橋里、舞衣里 | 仁川 中区          | 乙旺洞、南北洞、徳橋洞、舞衣洞 |
| 徳積面 | 鎮里、蔚島里、益浦里、友浦里、北里、蘇爺里、文甲里、白牙里、掘業里                                                                                       | 仁川 甕津郡 徳積面 | 鎮里、蔚島里、西浦里の一部、西浦里の一部、北里、蘇爺里、文甲里、白牙里、掘業里                                                                           |
| 徳積面 | 昇鳳里 | 仁川 甕津郡 紫月面 | 昇鳳里 |
| 霊興面 | 紫月里、伊作里 | 仁川 甕津郡 紫月面 | 紫月里、伊作里 |
| 霊興面 | 外里、内里、仙才里 | 仁川 甕津郡 霊興面 | 外里、内里、仙才里 |
| 大阜面 | 東里、北里、南里、仙甘里、豊島里 | 安山市 檀園区      | 大阜東洞、大阜北洞、大阜南洞、仙甘洞、豊島洞 |
| 北島面 | 矢島里、信島里、茅島里、長峰里 | 仁川 甕津郡 北島面 | 矢島里、信島里、茅島里、長峰里 |

- 1914年4月1日 – 郡面併合により、仁川府の農村部と富平郡および江華郡の一部（北島面）・南陽郡の一部（霊興面・大阜面）を富川郡として編成。富川郡に以下の面が成立。[19]（15面）
  - 吾丁面・桂南面・蘇萊面・文鶴面・多朱面・南洞面・富内面・桂陽面・西串面・永宗面・龍遊面・北島面・霊興面・徳積面・大阜面
- 1931年4月1日 - 桂南面が素砂面に改称。（15面）
- 1936年  - 仁川府拡張に伴う調整。（14面）[20]
  - 多朱面の一部（道禾里・龍亭里・長意里・忠勳里および間石里の一部）・文鶴面の一部（玉蓮里・鶴翼里および承基里・官校里の各一部）が仁川府に編入。
  - 多朱面の残部（十井里・九月里および間石里の一部）が文鶴面に編入。
- 1940年4月1日 - 文鶴面・南洞面・富内面・西串面が仁川府に編入。[21]（10面）
- 1941年10月1日 - 素砂面が素砂邑に昇格。[22]（1邑9面）
- 1961年 - 富川郡庁が仁川市栗木洞から素砂邑深谷里へ移転。
- 1963年1月1日（1邑9面） 
  - 素砂邑の一部（高尺里・開峰里・梧柳里・宮里・温水里・天旺里・航里）および吾丁面の一部（五谷里、五釗里）がソウル特別市永登浦区に編入。[23]
  - 永宗面の紫燕島が仁川市に編入。[24]
- 1973年7月1日[25]
  - 素砂邑が市制施行と改称して富川市になる。
  - 吾丁面・桂陽面が金浦郡に編入。
  - 蘇萊面が始興郡に編入。
  - 永宗面・北島面・龍遊面・徳積面・霊興面・大阜面が甕津郡に編入。
  - これにより富川郡は廃止。

## 教育
大学校
- カトリック大学校

専門大学
- 富川大学校
- 柳韓大学校

高等学校
- 京畿国際通商高等学校

## 文化・観光
富川市は映像文化産業の誘致を行っており、広大な産業団地（映像文化団地）を設けている。
1997年からは毎年富川国際ファンタスティック映画祭が開催されている。
2002年、テレビドラマ『野人時代』の撮影に際してオープンセットを誘致、1930年代から1970年代にかけてのソウルの都市景観を再現した撮影所・テーマパーク「富川ファンタスティックスタジオ」となった（2011年に閉鎖）。同スタジオでは映画『ブラザーフッド』など多くの映像作品が撮影されており、日韓合作映画『力道山』や日本映画『ゼロの焦点』（2009年版）もここで撮影されている。
このほか、韓国の漫画の歴史がわかる韓国漫画博物館(旧、富川マンガ情報センター)の開設や富川国際漫画フェスティバル、マンガサミットの開催などの活動を行っている。

## 交通

### 鉄道
韓国鉄道公社（KORAIL）
- 京仁線（首都圏電鉄1号線）
  - 駅谷駅 - 素砂駅 - 富川駅 - 中洞駅 - 松内駅

ソウル交通公社
- 7号線
  - カチウル駅 - 富川総合運動場駅 - 春衣駅 - 新中洞駅 - 富川市庁駅 - 上洞駅
    - この他、富川市と仁川広域市富平区の境界上に三山体育館駅が存在する。

韓国鉄道公社
- 西海線
  - 遠宗駅 - 富川総合運動場駅 - 素砂駅 - ソセウル駅

### バス
- 富川ターミナル"ソプン"（朝鮮語版）に2012年、ソウル地下鉄7号線の富川市庁駅、上洞駅が近隣に開業した。
  - 高速バスは、大邱(韓進)行きなどがあるが、かなり少ない。
  - 市外バスが中心となり、長距離路線であってもここからのものは市外バスであることが多い。釜山総合ターミナル・蔚山・大邱北部市外バスターミナル・大田・光州・原州・平沢・利川などへの便がある。
- 松内駅市外バス停
  - 城南・水原など、市外バスの一部路線を利用可能。
- 空港バス（リムジンバス）は、仁川国際空港と富川ターミナルを結んでいる。
- 一般バスはソウル市庁方面からソウル市のバスも乗り入れるほか、汝矣島乗り換えセンター方面への便が多数運行しそこでソウル市各方面に乗り換えられる。その他仁川国際空港・金浦国際空港・仁川方面、始興市、安山市への便がある。

### 高速道路
- 首都圏第一循環高速道路
  - 中洞インターチェンジ - 松内インターチェンジ
- 京仁高速道路
  - 富川インターチェンジ（朝鮮語版）

### 国道
- 国道6号
- 国道39号
- 国道46号
- 国道77号

## スポーツ
かつてはKリーグの富川SKが本拠地としていたが、2006年に済州特別自治道西帰浦市に移転し済州ユナイテッドFC（現：済州SK FC）となった。ホームクラブを失った旧富川SKサポーターによって2007年に富川FC 1995が設立されて2013年にKリーグに入会している。この他にバスケットボール・WKBLの富川ハナ銀行が本拠地としている。

## メディア
- テレビ局
  - OBS京仁テレビ 大韓民国唯一の独立民間地上波テレビ局である。
  - その他全国系列の放送局は、KBSは京仁放送センター、MBC・SBSはソウル本局のエリアとなる。

## 出身者
- キム・ヨナ（フィギュアスケート女子シングル選手）
- 金槿泰（政治家）
- 琴民鐡（元プロ野球選手）
- 崔勳洛（元プロ野球選手）
- 金河成（プロ野球選手、サンディエゴ・パドレス所属）
- ベクヒョン（歌手、俳優、EXOメンバー）[28]
- ユナ、アイドル、ミュージシャン（Brave Girls）
- ムンビョル（歌手、アイドル、MAMAMOOメンバー）
- チェリ（歌手、ダンサー、今月の少女メンバー、2001年生）

## 友好都市・姉妹都市
韓国国内
- 京畿道 華城市
- 江原特別自治道 江陵市
- 忠清北道 沃川郡
- 忠清南道 公州市
- 全羅北道 茂朱郡
- 全羅南道 珍島郡
- 慶尚北道 奉化郡

韓国国外
- 黒竜江省ハルビン市（1995年11月28日）
- 神奈川県川崎市（1996年10月21日）
- 山東省威海市（2000年2月26日）
- 岡山県岡山市（2002年2月26日）
- ハバロフスク（2002年6月24日）
- カリフォルニア州ベーカーズフィールド（2006年9月25日）
- ヴァレンズエラ（2008年6月24日）